# نومارکیت (مریلند)
نومارکیت (به انگلیسی: New Market) شهری در ایالت مریلند کشور ایالات متحده آمریکا است که جمعیت آن در سرشماری سال ۲۰۱۰ میلادی، ۶۵۶ نفر بوده‌است.